# Domstiftsschule (Frankfurt am Main)
Die Domstiftsschule, später Selektenschule, war eine Schule in Frankfurt am Main im Umfeld der Liebfrauenkirche. Sie war eine Knabenschule. Sie war zwischenzeitlich Reform-Progymnasium und Realprogymnasium.
Gegründet wurde die Schule 876 von Kaiser Ludwig dem Deutschen, einem Enkel Karls des Großen. Im Jahre 1826 errichtete Stadtbaumeister Johann Friedrich Christian Hess der Schule ein neues klassizistisches Gebäude. Etwa 1917 erfolgte abermals ein Umzug. 1926 feierte man das 1050. Jubiläum.

## Lehrer
- Hermann Wedewer (von 1843 bis 1870) an der Selektenschule